# Aerospazio
Per aerospazio si intende lo sforzo umano nella scienza, nell'ingegneria e negli affari per volare nell'atmosfera della Terra (aeronautica) e dello spazio circostante (astronautica). L'attività aerospaziale è molto diversificata, con una moltitudine di applicazioni militari, industriali e commerciali. Le organizzazioni aerospaziali operano, effettuano, cercano, progettano, fabbricano aeromobili e/o veicoli spaziali.
La zona aerospaziale non è la stessa dello spazio aereo, che è lo spazio aereo fisico direttamente sopra una posizione sul terreno. L'inizio dello spazio e la fine dell'aria sono considerati a 100 km dal suolo in base alla spiegazione fisica che la pressione dell'aria è troppo bassa perché un corpo di sollevamento generi una forza di sollevamento significativa senza superare la velocità orbitale.

## Panoramica
Nella maggior parte dei paesi industriali, l'industria aerospaziale è una cooperazione tra industrie pubbliche e private. Ad esempio, diversi paesi i governi finanziano un programma spaziale civile attraverso la riscossione delle imposte, come negli Stati Uniti: la National Aeronautics and Space Administration NASA, in Europa: l'Agenzia spaziale europea ESA, in Canada: l'Agenzia spaziale canadese CSA, in India: l'Indian Space Research Organisation ISRO, in Giappone: Agenzia giapponese di esplorazione dell'aeronautica JAXA, in Russia: Roscosmos RKA, in Cina: Agenzia spaziale cinese CNSA, in Pakistan: Agenzia Pakistana per la ricerca nello spazio e nell'atmosfera superiore SUPARCO, in Iran: Agenzia spaziale iraniana ISA e l'Agenzia aeronautica e spaziale della Corea del Sud KARI.
Insieme a questi programmi di spazio pubblico, molte aziende producono strumenti tecnici e componenti come astronavi e satelliti. Alcune società note coinvolte nei programmi spaziali sono: Boeing, Cobham, Airbus, SpaceX, Lockheed Martin, United Technologies, MacDonald Dettwiler e Northrop Grumman. Queste società sono anche coinvolte in altre aree dell'aerospazio, come la costruzione di aerei.

## Storia
L'aerospaziale moderna iniziò con l'ingegner George Cayley nel 1799. Cayley propose un aereo con "un'ala fissa e una coda orizzontale e verticale", definendo le caratteristiche dell'aereo moderno.
Il XIX secolo vide la creazione dell'Aeronautical Society of Great Britain (Royal Aeronautical Society)(1866), della American Rocketry Society e dell'Istituto di scienze aeronautiche, che ha reso l'aeronautica una disciplina scientifica più seria. Aviatori come Otto Lilienthal, che introdusse il Profilo alare incurvato nel 1891, usarono le vele per analizzare le forze aerodinamiche (Aerodinamica). I fratelli Wright erano interessati al lavoro di Lilienthal e leggevano molte delle sue pubblicazioni. Trovarono anche ispirazione in Octave Chanute, un aviatore e autore di Progress in Flying Machines (1894). Fu il lavoro preliminare di Cayley, Lilienthal, Chanute e altri primi ingegneri aerospaziali che portò il primo volo a propulsione alimentato a Kitty Hawk, in North Carolina, il 17 dicembre 1903, dai fratelli Wright.
La guerra e la fantascienza hanno ispirato grandi menti come Konstantin Tsiolkovsky e Wernher von Braun per ottenere il volo oltre l'atmosfera.
Il lancio di Sputnik 1 nell'ottobre del 1957 iniziò l'era spaziale e l'Apollo 11 il 20 luglio 1969 realizzò il primo sbarco sulla luna con equipaggio. Nell'aprile del 1981, lo Space Shuttle Columbia lanciò l'inizio di un regolare accesso con equipaggio allo spazio orbitale. Una presenza umana sostenuta nello spazio orbitale è iniziata con Mir (stazione spaziale) nel 1986 ed è proseguita dalla Stazione spaziale internazionale. La commercializzazione spaziale (Space economy) e il turismo spaziale sono caratteristiche più recenti del settore aerospaziale.

## Produzione
La produzione aerospaziale è un'industria ad alta tecnologia che produce "aerei, motori aeronautici, missili guidati, veicoli spaziali, unità di propulsione e parti correlate". La maggior parte del settore è orientata verso il lavoro governativo. Per ciascun produttore di apparecchiature originali (Original equipment manufacturer)(OEM), il governo degli Stati Uniti ha assegnato un Codice di entità governativo e commerciale (CAGE). Questi codici aiutano a identificare ciascun produttore, le strutture di riparazione e altri fornitori di post-vendita nell'industria aerospaziale.
Il Dipartimento della difesa degli Stati Uniti d'America e la National Aeronautics and Space Administration (NASA) sono i due maggiori consumatori di tecnologia e prodotti aerospaziali. L'industria aerospaziale ha impiegato 472 000 salariati nel 2006. La maggior parte di quei lavori erano nello stato di Washington e in California, con anche il Missouri, New York e il Texas. I maggiori produttori statunitensi stanno affrontando una crescente carenza di manodopera man mano che lavoratori qualificati statunitensi invecchiano e vanno in pensione. I programmi di apprendistato come l'Aerospace Joint Apprenticeship Council (AJAC) lavorano in collaborazione con i datori di lavoro aerospaziali dello Stato di Washington e i college della comunità per formare nuovi dipendenti di produzione per mantenere l'industria fornita.
Importanti sedi dell'industria aerospaziale civile in tutto il mondo includono lo stato di Washington (Boeing), la California (Boeing, Lockheed Martin, ecc.); Montréal, Quebec, Canada (Bombardier, Pratt & Whitney Canada); Tolosa, Francia (Airbus / EADS); Amburgo, Germania (Airbus / EADS); e São José dos Campos, Brasile (Embraer), Querétaro, Messico (Bombardier Aerospace, General Electric Aviation) e Mexicali, Messico (United Technologies Corporation, Gulfstream Aerospace).
Nell'Unione europea, le aziende aerospaziali come EADS, BAE Systems, Thales, Dassault, Saab AB e Leonardo (azienda)(ex Finmeccnica) rappresentano una quota considerevole dell'industria aerospaziale globale e della ricerca, con l'Agenzia spaziale europea come uno dei maggiori consumatori di tecnologia e prodotti aerospaziali.
La Francia ha continuato a fabbricare i suoi aerei da guerra per la sua aviazione e la marina, e la Svezia continua a fabbricare i suoi aerei da guerra per l'Aeronautica svedese, specialmente a sostegno della sua posizione di paese neutrale. (Vedi Saab AB.) Altri paesi europei collaborano per creare combattenti (come il Panavia Tornado e l'Eurofighter Typhoon), oppure per importarli dagli Stati Uniti.
Il Regno Unito ha precedentemente tentato di mantenere la propria grande industria aerospaziale, costruendo aerei di linea e aerei da guerra, ma ha ampiamente trasformato la propria attività in cooperativa con le compagnie continentali, ed è diventato anche un grande cliente di importazione dagli Stati Uniti. Tuttavia, il Regno Unito ha un settore aerospaziale molto attivo, tra cui il secondo più grande appaltatore della difesa al mondo, BAE Systems, che fornisce aeromobili completamente assemblati, componenti aeronautici, sottounità e sottosistemi ad altri produttori, sia in Europa che in tutto il mondo.
In Russia, grandi compagnie aerospaziali come Oboronprom e United Aircraft Building Corporation OAK che comprende Mikoyan, Sukhoi, Ilyushin (azienda), Tupolev, Yakovlev e Irkut Corporation che include Beriev) sono tra i principali produttori globali in questo settore. La storica Unione Sovietica fu anche la sede di un'importante industria aerospaziale.
Nella Repubblica popolare cinese, Pechino, Xi'an, Chengdu, Shanghai, Shenyang e Nanchang sono i principali centri di ricerca e produzione dell'industria aerospaziale. La Cina ha sviluppato una vasta capacità di progettare, testare e produrre aerei militari, missili e veicoli spaziali. Nonostante la cancellazione nel 1983 della sperimentale Shanghai Y-10, la Cina sta ancora sviluppando la sua industria aerospaziale civile.
In India a Bangalore importante centro dell'industria aerospaziale, dove hanno sede la Hindustan Aeronautics Limited, la National Aerospace Laboratories e l'Indian Space Research Organisation. L'Indian Space Research Organization (ISRO) ha lanciato il primo satellite della Luna, Chandrayaan-1, nell'ottobre 2008.
Il Pakistan ha un'industria di ingegneria aerospaziale in via di sviluppo. La National Engineering and Scientific Commission, Khan Research Laboratories e Pakistan Aeronautical Complex (PAC) sono tra le principali organizzazioni coinvolte nella ricerca e sviluppo in questo settore. Il Pakistan ha la capacità di progettare e fabbricare razzi guidati, missili e veicoli spaziali. La città di Kamra ospita il Complesso Aeronautico del Pakistan che contiene diverse fabbriche. Questa struttura è responsabile della produzione degli aerei Thunder MFI-17, MFI-395, K-8 e JF-17. Il Pakistan ha anche la capacità di progettare e produrre veicolo Aeromobile a pilotaggio remoto armati e non armati.
In precedenza, il Canada ha fabbricato alcuni dei suoi progetti per aerei da guerra a reazione, ecc. (Ad esempio il caccia C 100), ma per alcuni decenni ha fatto affidamento sulle importazioni dagli Stati Uniti e dall'Europa per soddisfare queste esigenze. Tuttavia, il Canada produce ancora alcuni velivoli militari, anche se generalmente non sono in grado di combattere. Un altro esempio degno di nota è stato lo sviluppo degli anni '50 dell'Avro Canada CF-105 Arrow, un caccia intercettore supersonico che nel 1959 fu cancellato da una decisione molto controversa.
L'industria delle parti di aeromobili è nata dalla vendita di parti di aerei usati o usati dal settore manifatturiero aerospaziale. All'interno degli Stati Uniti esiste un processo specifico che deve essere seguito da broker o rivenditori. Ciò include l'uso di una stazione di riparazione certificata per la revisione e il "tag" di una parte. Questa certificazione garantisce che una parte è stata riparata o revisionata per soddisfare le specifiche OEM. Una volta che una parte viene revisionata, il suo valore è determinato dall'offerta e dalla domanda del mercato aerospaziale. Quando una compagnia aerea ha un aereo a terra, la parte che la compagnia aerea richiede per riportare l'aereo in servizio diventa inestimabile. Questo può guidare il mercato per parti specifiche. Ci sono diversi mercati online che aiutano nella vendita di parti di aeromobili.
Nell'industria aerospaziale e della difesa, è apparso negli ultimi due decenni del consolidamento. Tra il 1988 e il 2011, in tutto il mondo oltre 6 068 fusioni e acquisizioni con un valore totale noto di 678 bil. USD è stato annunciato. Le transazioni più grandi sono state:
- L'acquisizione di Rockwell Collins da parte di United Technologies Corporation per 30,0 miliardi di dollari. USD nel 2018.
- L'acquisizione di Goodrich Corporation da parte di United Technologies Corporation per 16,2 miliardi di dollari. USD nel 2011.[7]
- Allied Signal si è fusa con Honeywell in uno scambio azionario del valore di 15,6 miliardi. USD nel 1999.[8]
- La fusione di Boeing con McDonnell è stata valutata a 13,4 miliardi di dollari. USD nel 1996.[9]
- Marconi Electronic Systems, una sussidiaria di GEC, è stata acquisita da British Aerospace per 12,9 miliardi di dollari. USD nel 1999[10] (ora chiamato: BAE Systems).
- Raytheon ha acquisito Hughes Aircraft per 9.5 bil. USD nel 1997.

## Tecnologia
Molteplici tecnologie e innovazioni sono utilizzate nell'industria aerospaziale, molte delle quali sono state pioniere nella seconda guerra mondiale.
- Brevettato da Short Brothers, il sistema ad Ala pieghevole ottimizza l'immagazzinamento della portaerei da una semplice piega a tutta l'ala rotante del V-22 Osprey, e la piega alari da 12 ft (3,7 m) del Boeing 777X per la compatibilità aeroportuale.
- Per migliorare le prestazioni a bassa velocità, un Havilland DH4 è stato modificato da Handley Page a un monoplano con dispositivi ad alto sollevamento: lamelle a tutta apertura e ali del bordo posteriore; nel 1924, i Fowler flap che si estendono all'indietro e all'inverso furono inventati negli Stati Uniti, e usati sul Model Lockheed L-10 Electra mentre nel 1943 i lembi di Krueger all'avanguardia erano stati inventati in Germania e successivamente usati sul Boeing 707.
- Il grande tunnel di ricerca sull'elica del 1927 al NACA Langley confermò che il carrello di atterraggio era una delle principali fonti di resistenza, nel 1930 il Boeing Monomail presentava una marcia retrattile.
- Il rivetto a filo ha spostato il rivetto a cupola negli anni '30 e le pistole a rivetto pneumatico funzionano in combinazione con un pesante bilanciere di reazione; a seconda della deformazione plastica, i rivetti speciali sono stati sviluppati per migliorare la vita a fatica come elementi di fissaggio a taglio come l'Hi-Lok, i perni filettati si serrano fino a quando un collare si rompe con una coppia sufficiente.
- Nato per la prima volta nel 1935, il Queen Bee drone era un bersaglio radiocomandato derivato dal Tiger Moth per l'addestramento Flak; Ryan Firebee era un drone bersaglio a propulsione a jet sviluppato in UAV jet da ricognizione a lungo raggio: il Ryan Model 147 Fire Fly e Ryan Model Lightning Bug; lo scout israeliano IAI e Tadiran Mastiff hanno lanciato una linea di UAV sul campo di battaglia tra cui il ricercatore IAI; sviluppato dal General Atomics GNAT UAV long-endurance per la CIA, il Predator MQ-1 ha portato alla MQ-9 Reaper armata.
- Alla fine della prima guerra mondiale, la potenza del motore a pistone potrebbe essere aumentata comprimendo l'aria di aspirazione con un compressore, compensando anche la diminuzione della densità dell'aria con l'altitudine, migliorata con turbocompressori del 1930 per il Boeing 717 e i primi aerei di linea pressurizzati.
- Il disastro di Hindenburg del 1937 pose fine all'era dei dirigibili dei passeggeri, ma la US Navy usò dirigibili per la guerra antisommergibile e l'allarme rapido aereo negli anni '60, mentre piccoli dirigibili continuano ad essere utilizzati per pubblicità aerea, voli panoramici, sorveglianza e ricerca e l'Airlander 10 o il Lockheed Martin LMH-1 continuano a essere sviluppati.
- Poiché le compagnie aeree statunitensi erano interessate al volo in alta quota verso la metà degli anni '30, il Lockheed XC-35 con cabina pressurizzata fu testato nel 1937 e il Boeing 307 Stratoliner fu sviluppato come il primo aereo a pressione.
- Nel 1933, il plexiglas, fu introdotto in Germania e poco prima della seconda guerra mondiale, fu utilizzato per la prima volta per i parabrezza degli aerei in quanto più leggero del vetro, migliorò la visibilità dei piloti da combattimento.
- Nel gennaio del 1930, il pilota e ingegnere della Royal Air Force Frank Whittle depositò un brevetto per un motore aeronautico a turbina a gas con un iniettore, un compressore, un combustore, una turbina e un ugello, mentre un ricercatore indipendente fu sviluppato dal ricercatore Hans von Ohain in Germania; entrambi i motori funzionarono in poche settimane all'inizio del 1937 e il velivolo sperimentale Heinkel He 178 a propulsione Heinkel HeS, realizzato il primo volo il 27 agosto 1939, volò il 15 maggio 1941 con il prototipo [Gloster E.28/39 di Whittle W.1.
- Nel 1935, la Gran Bretagna dimostrò il rilevamento e il raggio della radio degli aerei e nel 1940 la RAF introdusse i primi radar aeronautici Very high frequency su Bristol Blenheim, quindi radar a frequenza più alta con un magnetron a cavità su Bristol Beaufighter nel 1941 e nel 1959 il radar-homing Hughes AIM-4 Falcon è diventato il primo missile guidato americano sul Convair F-106 Delta Dart.
- Agli inizi degli anni '40, i piloti British Hurricane e Spitfire indossavano tute da ginnastica per prevenire il G-LOC.
- I ricercatori della Mayo Clinic svilupparono vesciche piene d'aria per sostituire le vesciche piene d'acqua e nel 1943 le forze armate statunitensi iniziarono ad usare tute anti-pressione dalla David Clark Company.
- Il sedile di espulsione moderno fu sviluppato durante la seconda guerra mondiale, un sedile su rotaie espulso dai razzi prima che si aprisse il paracadute, che potrebbe essere stato potenziato dall'USAF alla fine degli anni '60 come un autogiro a turbogetto con 50 nm di gamma, il Kaman KSA -100 SAVER.
- Nel 1942, il macchinista John T. Parsons progettò la lavorazione a controllo numerico per tagliare strutture complesse da solidi blocchi di lega, piuttosto che assemblarli, migliorando la qualità, riducendo il peso e risparmiando tempo e costi per la produzione di paratie.
- Nella seconda guerra mondiale, i giroscopi tedeschi V-2 combinati, un accelerometro e un computer primitivo per la navigazione inerziale in tempo reale che consente il monitoraggio morto senza riferimento a punti di riferimento o stelle guida.
- L'aereo supersonico Miles M.52 del Regno Unito doveva avere un postcombustore, aumentando la spinta del turbogetto bruciando ulteriore carburante nell'ugello, ma fu cancellato nel 1946.
- Nel 1935, l'aerodinamico tedesco Adolf Busemann propose di usare le ali rotte per ridurre la resistenza ad alta velocità e il prototipo di caccia Messerschmitt P.1101 fu completato per l'80% entro la fine della seconda guerra mondiale.
- Nel 1951, l'Avro Jetliner presentava un sistema di protezione dal ghiaccio Goodyear attraverso resistenze elettro-termiche nei bordi d'attacco delle ali e della coda; aeromobili a getto d'aria utilizzavano l'aria di spurgo del motore a caldo e gli aeromobili più leggeri utilizzano protezioni antighiaccio pneumatici o il liquido antigelo sulle eliche e i bordi d'attacco delle ali e della coda.
- Nel 1954, Bell Labs sviluppò il primo computer digitale aereo transistorizzato, Tradic per il Boeing B-52 Stratofortress degli Stati Uniti e negli anni '60 Raytheon Company costruì l'Apollo Guidance Computer sviluppato dal MIT; il bus digitale avionico MIL-STD-1553 è stato definito nel 1973, inizialmente utilizzato nel General Dynamics F-16 Fighting Falcon, mentre l'ARINC 429 civile è stato utilizzato per la prima volta nei Boeing 757 / Boeing 767 e Airbus A310 nei primi anni '80.
- Dopo la seconda guerra mondiale, il promotore iniziale di energia fotovoltaica per il veicolo spaziale, Hans K. Ziegler, fu portato negli Stati Uniti sotto l'Operazione Paperclip lungo Wernher von Braun e Vanguard 1 fu la sua prima applicazione nel 1958, successivamente potenziata in strutture nello spazio come il Schieri solari della Stazione spaziale internazionale di 0,33 ettari (0,82 acri).
- Negli anni '50, per migliorare la spinta e l'efficienza del carburante, il flusso d'aria del motore a getto era diviso in un flusso centrale e un flusso di bypass con una velocità inferiore per una migliore efficienza propulsiva: il primo era Rolls-Royce Conway con un BPR 0.3 sul Boeing 707 nel 1960, seguito da Pratt & Whitney JT3D con un 1.5 BPR e, derivato dal Pratt & Whitney J79, il General Electric CJ805 alimentava il Convair 990 con una combustione del carburante da crociera inferiore del 28%; rapporto di bypass migliorato con il BPR Rolls-Royce Trent XWB da 9,3, il 10: 1 BPR GE9X e il Pratt & Whitney GTF con i nuclei con il rapporto di alta pressione.

## Sicurezza funzionale
La sicurezza funzionale si riferisce a una parte della sicurezza generale di un sistema o di un'apparecchiatura. Ciò implica che il sistema o l'apparecchiatura può essere utilizzato correttamente e senza causare alcun pericolo, rischio, danni o lesioni.
La sicurezza funzionale è fondamentale nell'industria aerospaziale, che non consente compromessi o negligenze. A tale riguardo, gli organismi di vigilanza, come l'Agenzia europea per la sicurezza aerea (EASA), regolano il mercato aerospaziale con rigidi standard di certificazione. Questo ha lo scopo di raggiungere e garantire il massimo livello possibile di sicurezza. Gli standard Americani AS 9100, il mercato europeo con EN 9100 e l'asiatico JISQ 9100 si rivolgono in particolare al settore aerospaziale e aeronautico. Queste sono norme applicabili alla sicurezza funzionale dei veicoli aerospaziali. Alcune aziende sono quindi specializzate nella certificazione, nella verifica ispettiva e nella verifica dei veicoli e dei pezzi di ricambio per garantire e attestare la conformità alle normative appropriate.

## Scorporo
Lo scorporo si riferisce a qualsiasi tecnologia derivante direttamente dalla codifica o dai prodotti creati dalla NASA e riprogettati per uno scopo alternativo. Questi progressi tecnologici sono uno dei risultati primari dell'industria aerospaziale, con ricavi per 5,2 miliardi di dollari generati dalla tecnologia dello scorporo, inclusi computer e dispositivi cellulari. Questi scorpori hanno applicazioni in una varietà di campi diversi tra cui la medicina, i trasporti, l'energia, i beni di consumo, la sicurezza pubblica e altro ancora. La NASA pubblica un rapporto annuale chiamato "Spin-off", riguardante molti dei prodotti e dei benefici specifici per le aree summenzionate, nel tentativo di evidenziare alcuni dei modi in cui il finanziamento viene utilizzato. Ad esempio, nella più recente edizione di questa pubblicazione, "Spinoffs 2015", gli endoscopi sono considerati una delle derivazioni mediche del successo aerospaziale. Questo dispositivo consente una neurochirurgia più precisa e successivamente economica riducendo le complicanze attraverso una procedura minimamente invasiva che abbrevia il ricovero.